# 拉內魯
15°18′N 13°58′W / 15.300°N 13.967°W
拉內魯（法語：Ranérou），是塞內加爾的城鎮，位於該國東北部，由馬塔姆區負責管轄，是拉內魯弗洛省的首府，海拔高度35米，主要經濟活動有種植阿拉伯膠和棗類，2013年人口3,026。